# Stenoderma rufum
Stenoderma rufum е вид бозайник от семейство Phyllostomidae. Видът е световно застрашен, със статут Уязвим.

## Разпространение
Видът е разпространен в Пуерто Рико и на Вирджинските острови в САЩ.